# Venetianska

Området Venetien är markerat på kartan.

Venetianska är ett språk talat av omkring fyra miljoner människor i regionen Venetien i Italien. Venetiens huvudort är Venedig och regionen har 4,9 miljoner invånare (2015).
Det venetianska språket delas upp i fem varianter: 
- Lagunvenetianskan
- Centralvenetianskan
- Västvenetianskan
- Trevigiano feltrin
- Landinovenato

I Brasilien finns det även ca 500.000 personer som talar taliska - ett språk som till stora delar består av bibehållen venetianska. Språket har även spridits till den grekiska övärlden.

## Språkets historia
Venetianska är inte en del eller dialekt av italienskan utan härstammar direkt från latin. Språket har också influenser från grekiska och arabiska. Tillsammans med latin var venetianska det officiella språket i den Venetianska republiken från 600-talet till slutet på 1700-talet.  Den äldsta bevarelsen på något som liknar venetianska är från slutet av 700-talet eller i början av 800-talet. Den skriftliga guldåldern för språket började vid 1200-talet och det höll i sig till slutet av 1700-talet.
På grund av förstörelsen av den venetianska staten och Italiens invasion av Venedig 1866 kom andra språk att överta dess plats som språk med högsta status. Invasionen av Venedig lade grund till stor fattigdom bland människorna i staden och tre miljoner venetianer emigrerade från området 1870-1910. Den fascistiska regeringen som styrde i Italien från år 1922 förbjöd människor att tala venetianska öppet på allmän plats. Venetianska fortsatte dock att användas men i mer poetisk och mindre stil. 

### Släktkrönikan "Canale Mussolini"
Italienska författaren Antonio Pennacchis prisbelönta släktkrönika heter ”Canale Mussolini”. I den beskriver han hur människor emigrerade från regionen Veneto på Poslätten för att driva lantbruk i andra delar av Italien.
Antonio Pennacchi använder ett mustigt talspråk i boken skrivet på den venetianska dialekt som de inflyttade förde med sig. Han beskriver hur den fascistiska regimen förde en hård kamp mot dialekterna. I skolorna skulle barnen tala riksspråket, vilket många (de flesta) av dem aldrig hade hört innan de började skolan. Målsättningen var att dialekterna skulle utrotas men det projektet lyckades man inte med, resultatet blev istället en tvåspråkighet som än idag lever kvar i de regioner där dialekterna är markant skilda från riksitalienskan. 

## Venetianska idag
28 mars 2007 blev det venetianska språket erkänt som officiellt språk av regionfullmäktige men språket är ännu inte (mars 2017) erkänt av den italienska staten.
Majoriteten av den venetianska befolkningen vill definiera sig själva som en minoritet. I december 2016 kom lagförslaget om att de som talar venetianska ska få den lagliga status som en minoritet har. Detta skulle innebära att lokalbefolkningen skulle kunna definiera sin etnicitet som venetiansk, och att språket skulle läras ut i skolor, användas i offentliga institutioner samt användas på ortnamn och vägskyltar.
Italienska dagstidningen La Repubblica har kallat detta lagförslag för ”Venexit".

## Uttal
Venetianska är väldigt olikt det italienska språket. Det representeras av färgstarka uttryck, talet är sluddrigt med höga ljud och man uttalar dubbla konsonanter som om det vore en. 